# Jérôme Lalemant
Jérôme Lalemant, né à Paris le 27 avril 1593 et mort à Québec le 26 novembre 1673, est un missionnaire jésuite français qui fut envoyé en Nouvelle-France (Canada) pour y évangéliser les Hurons. Il est l'un des principaux contributeurs des Relations des jésuites et du journal des jésuites.

## Biographie
Né à Paris, frère de Charles Lalemant, il entre dans l'ordre jésuite le 20 octobre 1610. Arrivé au Canada le 25 juin 1638, il se rendit immédiatement chez les Hurons en tant que supérieur. Il fit le premier recensement des Amérindiens, institua l'organisation des donnés ou assistants laïcs, et réorganisa les différents postes missionnaires afin que l'établissement de Sainte-Marie-au-pays-des-Hurons devienne le poste principal.
En 1645, il revint à Québec en tant que supérieur provincial. Le 23 juillet 1656, il était encore à Québec car il maria Jacques Bernier dit Jean de Paris avec Antoinette Grenier, au logis du gouverneur et en présence de Messire Jean de Lauzon. En 1656, il fut rappelé en France, où il devint recteur du collège de La Flèche. Sitôt installé, il reçut une requête de François de Laval, évêque de Québec, lui demandant de revenir au Québec pour le seconder comme vicaire général.
De retour à Québec en 1659, il agit en tant que vicaire sous les gouvernements difficiles de Pierre de Voyer d'Argenson et Charles Augustin de Saffray. Il dut collaborer avec Gabriel de Thubières de Lévy de Queylus, qui était un aspirant à l'évêché de Québec. Il demeura au poste de vicaire général jusqu'à la fin de sa vie.

## Mémoire
Une rue à Montréal, une à Châteauguay et une à Boucherville portent son nom. On y retrouve aussi la rue Lalemant à Drummondville.